# Mistrzostwa Świata we Wspinaczce Sportowej 2016 – łączna kobiet
Wspinaczka łączna – jedna z ekstremalnych konkurencji sportowych rozgrywana  przez kobiety na 14. Mistrzostwach Świata we Wspinaczce Sportowej w ramach wspinaczki sportowej podczas mistrzostw świata we francuskim w AccorHotels Arena w Paryżu w dniu 18 września 2016. Konkurencję kobiet wygrała Rosjanka Jelena Krasowskaja zdobywając złoty medal mistrzostw świata, srebrny zdobyła Amerykanka Claire Buhrfeind, a brązowy Francuzka Charlotte Durif.

## Terminarz
Konkurencja rozpoczęła się eliminacjami w dniu 18 września o godzinie 12:00 (czasu miejscowego). Finał rozegrano o godz 15:30. Konkurencja wspinaczki łącznej kobiet odbywała się w tym samym dniu co zawody mężczyzn. 
| Harmonogram przebiegu konkurencji | Harmonogram przebiegu konkurencji | Harmonogram przebiegu konkurencji |
| Data                              | Godzina (UTC+01:00)               | Wydarzenie                        |
| --------------------------------- | --------------------------------- | --------------------------------- |
| 18 września 2016(dts)             | 12:00                             | Eliminacje                        |
| 18 września 2016(dts)             | 15:30                             | Finał                             |

## Medalistki
| Złoto                    | Srebro                               | Brąz                      |
| Rosja · Jelena Krasowska | Stany Zjednoczone · Claire Buhrfeind | Francja · Charlotte Durif |

## Wyniki
| Klasyfikacja końcowa - łącznej wspinaczki sportowej | Klasyfikacja końcowa - łącznej wspinaczki sportowej | Klasyfikacja końcowa - łącznej wspinaczki sportowej | Klasyfikacja końcowa - łącznej wspinaczki sportowej | Klasyfikacja końcowa - łącznej wspinaczki sportowej | Klasyfikacja końcowa - łącznej wspinaczki sportowej | Klasyfikacja końcowa - łącznej wspinaczki sportowej | Klasyfikacja końcowa - łącznej wspinaczki sportowej | Klasyfikacja końcowa - łącznej wspinaczki sportowej | Klasyfikacja końcowa - łącznej wspinaczki sportowej |
| --------------------------------------------------- | --------------------------------------------------- | --------------------------------------------------- | --------------------------------------------------- | --------------------------------------------------- | --------------------------------------------------- | --------------------------------------------------- | --------------------------------------------------- | --------------------------------------------------- | --------------------------------------------------- |
| Miejsce                                             | Zawodniczka                                         | Państwo                                             | Suma pkt                                            | Bouldering (B)                                      | Bouldering (B)                                      | Prowadzenie (P)                                     | Prowadzenie (P)                                     | Szybkość (S)                                        | Szybkość (S)                                        |
| Miejsce                                             | Zawodniczka                                         | Państwo                                             | Suma pkt                                            | Wynik                                               | pkt                                                 | Wynik                                               | pkt                                                 | Wynik                                               | pkt                                                 |
|                                                     |                                                     |                                                     |                                                     |                                                     |                                                     |                                                     |                                                     |                                                     |                                                     |
| Kobiety                                             |                                                     |                                                     |                                                     |                                                     |                                                     |                                                     |                                                     |                                                     |                                                     |
|                                                     |                                                     |                                                     |                                                     |                                                     |                                                     |                                                     |                                                     |                                                     |                                                     |
| 01 !                                                | Jelena Krasowska                                    | Rosja                                               | 8,5                                                 | 6                                                   | 1                                                   | 29                                                  | 5,5                                                 | 20                                                  | 2                                                   |
| 02 !                                                | Claire Buhrfeind                                    | Stany Zjednoczone                                   | 11                                                  | 41                                                  | 7                                                   | 7                                                   | 1                                                   | 24                                                  | 3                                                   |
| 03 !                                                | Charlotte Durif                                     | Szwajcaria                                          | 11                                                  | 33                                                  | 5                                                   | 13                                                  | 2                                                   | 26                                                  | 4                                                   |
| 4                                                   | Andrea Ebner                                        | Włochy                                              | 14,5                                                | 14                                                  | 2                                                   | 29                                                  | 5,5                                                 | 35                                                  | 7                                                   |
| 5                                                   | Kyra Condie                                         | Stany Zjednoczone                                   | 20,5                                                | 36                                                  | 6                                                   | 37                                                  | 9,5                                                 | 29                                                  | 5                                                   |
| 6                                                   | Tamara Ułżabajewa                                   | Kazachstan                                          | 21                                                  | 45                                                  | 8                                                   | 55                                                  | 12                                                  | 15                                                  | 1                                                   |
| 7                                                   | Alannah Yip                                         | Kanada                                              | 22                                                  | 43                                                  | 11                                                  | 16                                                  | 3                                                   | 38                                                  | 8                                                   |
| 8                                                   | Jewhenija Kazbekowa                                 | Ukraina                                             | 23,5                                                | 21                                                  | 4                                                   | 31                                                  | 7,5                                                 | 44                                                  | 12                                                  |
| 9                                                   | Delaney Miller                                      | Stany Zjednoczone                                   | 24                                                  | 53                                                  | 10                                                  | 19                                                  | 3                                                   | 43                                                  | 11                                                  |
| 10                                                  | Grace McKeehan                                      | Stany Zjednoczone                                   | 26,5                                                | 63                                                  | 11                                                  | 37                                                  | 9                                                   | 32                                                  | 6                                                   |
| 11                                                  | Asja Gollo                                          | Włochy                                              | 26,5                                                | 49                                                  | 9                                                   | 31                                                  | 7,5                                                 | 40                                                  | 10                                                  |
| 12                                                  | Tina Johnsen Hafsaas                                | Norwegia                                            | 29                                                  | 71                                                  | 12                                                  | 21                                                  | 4                                                   | 46                                                  | 13                                                  |
| 13                                                  | Alison Stewart                                      | Kanada                                              | 35                                                  | 86                                                  | 13                                                  | 57                                                  | 13                                                  | 39                                                  | 9                                                   |

Źródło: